# Gavriil Nikolaevič Popov
Gavriil Nikolaevič Popov (in russo Гавриил Николаевич Попов?; Novočerkassk, 12 settembre 1904 – Repino, 17 febbraio 1972) è stato un compositore sovietico.

## Biografia
Popov ricevette le prime lezioni di composizione da Michail Fabianovič Gnesin. Dal 1917 al 1921 studiò pianoforte e composizione al conservatorio di Rostov sul Don. Dal 1922 al 1930 Popov studiò al Conservatorio di Leningrado con Leonid Vladimirovič Nikolaev, Vladimir Vladimirovič Ščerbačëv e Maksimilian Oseevič Štejnberg. Era considerato come dotato dello stesso talento naturale di Dmitrij Dmitrievič Šostakovič, di poco più giovane. Negli anni 1920 e nei primi anni 1930 fu membro dell'Associazione per la Musica Contemporanea. Dal 1932 al 1937 fu funzionario dell'Associazione dei Compositori di Leningrado. Nel 1935 la prima della sua Sinfonia n. 1 suscitò aspre critiche da parte dello Stato e fu censurata. Nel 1943, durante la seconda guerra mondiale, fu evacuato ad Alma-Ata. Dal 1944 visse a Mosca. Nel 1948, Popov entrò nuovamente in conflitto con il PCUS quando fu citato nella risoluzione del Comitato centrale "Sull'opera La grande amicizia" e, insieme a molti altri compositori, accusato di formalismo. Negli anni 1960 la sua energia creativa risentì dell'alcolismo; compose poco e in modo irregolare prima di sperimentare un'impennata creativa negli ultimi anni della sua vita.

## Stile musicale
Le sue prime opere, in particolare il Settetto per flauto, tromba, clarinetto, fagotto, violino, violoncello e contrabbasso (o Sinfonia da camera) op. 2 e la Sinfonia n. 1 op. 7, sono impressionanti per potenza e lungimiranza. La sinfonia fu eseguita in prima assoluta dall'Orchestra filarmonica di Leningrado nel 1935 e fu immediatamente proibita dalla censura locale: Popov fu accusato di rappresentare "l'ideologia del nemico di classe". Insieme a Šostakovič, Popov presentò con successo appello a Mosca: ciononostante la sinfonia non fu più eseguita fino al 1972. L'influenza della prima sinfonia di Popov sulla Sinfonia n. 4 di Šostakovič è evidente.
Dopo l'episodio della censura nel 1935 e la denuncia anonima contro Šostakovič nel 1936, Popov, per evitare ulteriori accuse di formalismo, iniziò a scrivere in uno stile più conservatore. Nonostante l'alcolismo, compose molte opere per orchestra, tra cui sei sinfonie complete. Molte delle sue composizioni, scritte sotto la stretta del regime, sono inno alla vita sovietica e agli eroi del comunismo, come prescritto dall'autorità statale. Ne sono un esempio la sua Sinfonia n. 4, sottotitolata "Onore della patria", e una poesia-cantata intitolata "Onore al nostro partito". Le poche opere che sono state registrate testimoniano comunque una forza creativa quasi intatta e recenti ricerche sottolineano il permanere nella opere di Popov di un linguaggio musicale segreto e ancora spiccatamente avanguardistico, solo superficialmente adattato. La sua inventiva melodica e strumentale era acuta, profondamente radicata nella musica popolare russa. Anche i brani adattati per film propagandistici, come la sua Sinfonia n. 2, possono essere profondamente emozionanti. Il suo senso dell'orchestra, brillante e vivace, e la sua comprensione dei grandi schemi formali, come quelli che si trovano nell'enorme Sinfonia n. 3 per grande orchestra d'archi, sono altrettanto eccezionali. La Sinfonia n. 6 "Festiva" tradisce una sorta di vigore convulso e inquietante.

## Riconoscimenti
- Medaglia al merito del lavoro durante la grande guerra patriottica del 1941-1945
- Medaglia commemorativa per il 250º anniversario di Leningrado
- Premio Stalin (1946)
- Artista emerito della Repubblica Socialista Federativa Sovietica Russa (1947)

## Composizioni (elenco incompleto)

### Composizioni per orchestra
- Suite sinfonica n. 1 (1933)
- Sinfonia n. 1, op. 7 (1935)
- Poema-concerto per violino e archi, op. 17 (1937)
- Concerto per violino (iniziato nel 1937 - incompiuto)
- Divertimento sinfonico, op. 23 (1938)
- Concerto per pianoforte e orchestra, op. 24 (incompiuto)
- Suite Hispania, op. 28 (1940)
- Intermezzo eroico, op. 25 (1941)
- Sinfonia n. 2 "Madrepatria", op. 39 (1943)
- Aria sinfonica per violoncello e orchestra, op. 43 (1946)
- Sinfonia n. 3 "Eroica" o "Spagnola", op. 45 (1946)
- Concerto per violoncello, op. 71 (1953)
- Sinfonia n. 5 "Pastorale", op. 77 (1956)
- Sinfonia n. 6 "Festiva", op. 99 (1969)
- Concerto per organo (1970)
- Ouverture per orchestra (1970)
- Sinfonia n. 7 (iniziata nel 1970 - incompiuta)

### Musica da camera
- Sinfonia da camera (settetto), op. 2 (1927)
- Concertino per violino e pianoforte, op. 4 (1927)
- Canzone per violino e pianoforte, op. 6a (1927)
- Ottetto, op. 9 (1927)
- Serenata per ottoni, op. 26
- Melodia per violino e pianoforte, op. 35 (1946)
- Quartetto d'archi in do maggiore, op. 61 "Quartetto-Sinfonia" (1951)
- Quintetto per flauto, clarinetto, tromba, violoncello e contrabbasso (1958)

### Composizioni per pianoforte
- Due pezzi, op. 1 (1925)
- Immagini
- Suite jazz, op. 5
- Grande Suite, op. 6 (1928)
- Due Mazurka-Capricci, op. 44 (1944)
- Due pezzi per bambini, op. 46 (1946)
- Due pezzi (1947)
- Due favole, op. 51 (1948)
- Tre poesie liriche, op. 80 (1957)

### Opere
- Il cavaliere di ferro (1937)
- Re Lear (1942)
- Aleksandr Nevskij (iniziata nel 1941 - incompiuta)

### Composizioni per coro
- La campagna della cavalleria rossa
- Alla vittoria, cantata (1944)
- La nostra patria, suite per coro di bambini, op. 50 (1948)
- Canzone comica cosacca, op. 52
- Sinfonia n. 4 "Gloria alla Patria" per quartetto vocale e coro misto, op. 47 (1949)
- Tutto ciò che è bello nella vita, op. 54
- O voi campi, per voce e coro femminile, op. 56
- Poema eroico per Lenin, cantata su testo di Konaškov op. 58 (1950)
- Pace al popolo, su testo di Filatov
- Il mare di Cimljansk, op. 64 (1951)
- Tre cori, op. 66 (1952)
- Onore al partito, su testo di Mašistov
- Il comunista, Qualcuno come te e me, su testo di Rustam
- La betulla e il pino, op. 92 (1960)
- Cinque cori cosacchi, op. 93 (1961)
- La famiglia dell'aquila, op. 94
- Giornata di primavera, op. 95
- Cinque cori da Puškin, op. 101 (1970)

### Composizioni per voce
- Tre vocalizzi per voce e pianoforte, op. 3 (1927)
- Due impostazioni liriche su testi di Puškin, op. 22 (1938)
- Due romanze su testi di Levašov, op. 48 (1948)
- Moskva, op. 49 (1948)

### Musiche per film
- К. Ш. Э. (Комсомол — шеф электрификации) (1932)
- Моя Родина (1932)
- Жить (1933)
- Москва строит метро (1934)
- Чапаев (1934)
- Строгий юноша (1935)
- Родина зовет (1936)
- Гость (1939)
- Испания (1939)
- Переход (1940)
- Ветер с востока (1940)
- Танкер «Дербент» (1940)
- Первая Конная (1941)
- Наши девушки (1942)
- Она защищает Родину (1943)
- Фронт (1943)
- Великий перелом (1945)
- Великая сила (1950)
- Званый ужин (1953)
- Дети партизана (1954)
- Море студеное (1954)
- Неоконченная повесть (1955)
- Своими руками (1956)
- Балтийская слава (1957)
- Поэма о море (1958)
- Повесть пламенных лет (1960)
- Казаки (1961)
- Зачарованная Десна (1964)
- Сказка о царе Салтане (1966)
- Зачарованная Десна (1968)
- Егор Булычов и другие (1969)